# Калугерово (област Хасково)
Вижте пояснителната страница за други значения на Калугерово.
Калугерово е село в Южна България. То се намира в община Симеоновград, област Хасково.

## История
Най-старият, известен народ, живял в тези земи, са Пирогерите. Те са описани от Плиний Стари сред народите, обитавали старите земи на Oдрисите по течението на река Марица. Пирогерите са сред малкото, отразени и в Певтингеровата карта на древните римски пътища и станции.
Земите им за кратко попаднали под властта на Персите при похода на Дарий I в края на VI век пр.н.е. срещу скитите отвъд Дунав и последвалите Персийско-гръцки войни. Персите наричали Тракия Шкудра. На около 4 km западно от Калугерово е имало персийско военизирано селище. Персийската окупация приключва в началото на V век пр.н.е. при Ксеркс I, с изтласкането на персийските гарнизони от европейските брегове на Дарданелите и Босфора.
Земите по долното течение на реката Арзос (Сазлийка) били включени в пределите на Одриското царство в началото на V век пр.н.е. Тогава Терес I обединява всички одриски племена от завоя на река Тонзос (Тунджа) при Кабиле до долното течение на Хеброс (Марица).
В средата на IV век пр.н.е. Филип II завладял Евмолпия (Пловдив) и земите на внука на Котис I – Терес II, владетел на Средното Одриско царство. Скоро, при Севт III Одриското Царството било възстановено и в 320 г. пр.н.е. била изградена новата столица Севтополис (под язовир Копринка).
В началото на III век пр.н.е. Брените и Болгите на Комонторий завладели част от одриските земи по средното течение на Марица и основали Галското Царство със столица Туле (до Николаево). Брените са отразени от Страбон като народ, обитавал поречието на Хеброс (Марица) в този район. В края на III век пр.н.е. при цар Кавар келтската държава престанала да съществува.
В началото на II век пр.н.е. след Третата македонска война и падането на Македония и гърците, Одриското Царство станало васал на Римската Република. След убийството на последния одриски цар, приятеля на Калигула – Реметалк III, в средата на I век император Клавдий включил тези земи в провинция Тракия на Римската Империя (46 г.).
Най-старото известно населено място в тези земи е античното тракийско селище Арзос.
Град Арзос (30 г. пр.н.е – 640 г.) се е намирал на около 1 км южно от селото, разположен между възвишенията на Запад, Чекли дере, Сазлийка и Мусачевската река. Крепостта му е заемала около 36 декара, имала дебели 3 м стени от ломен камък и била заобиколена от земен вал. На около 300 м на север се е намирала по-малка крепост с кръгла ъглова кула и с площ около 21 декара в която е била римската пътна станция. Арзос е бил голямо занаятчийско-търговско средище на чието тържище се е предлагала селскостопанската продукция от района. Стоките се извозвали по река Сазлийка към Адрианопол и Бяло море. През града е минавал Диагоналният римски път (Via Militaris), идващ от Сингидунум (Белград) през Филипопол (Пловдив) за Адрианопол. Пътят е пресичал едноименната река Арзос (Сазлийка) по широк 6 м каменен мост от дялан чернослюдест гранит. По десния бряг на реката е идвал пътят от Нове (Свищов), през Августа Траяна (Стара Загора). На възвишение около 1,5 км западно от Арзос е имало наблюдателна крепост.
Тези земи стават български при Свети Цар Тривелий – Канас Убиги Тервел, кръстител на Българите, който присъединява областта Загора със столица Берое (Стара Загора) към Аспарухова България (705 г.). При средновековната крепост Блисна, на изток от селото, Сазлийка пресичала Тервеловия граничен вал Еркесия, простирал се от Дебелт до крепостта Констанция (4 -13 век, Симеоновград) на река Марица. Тервел е канонизиран за светец от Християнската църква като Спасител на Европа (718 г.) от Арабското нашествие.
На хълма Деве Барган до завоя на Марица и на могилата Хисарлъка в района на Брикетна фабрика е имало древни Халколитни (4000 – 3000 г. пр.н.е) селища развили се в Тракийски крепости. В могилата Рошавата чука край село Александрово д-р Георги Китов открива тракийска гробница от IV век пр.н.е. с уникални стенописи. Гроб на Тракийска принцеса от края на II век е открит и край село Медникарово. В северната част на Сакар са намерени 98 златни апликации от около 4500 г. пр.н.е. Те заедно със съкровищата от Варненския некропол и от село Хотница са Най-старото обработено злато в света.
Старото име на селото е Мусаче Теке, по името на разположено на близко възвишение Бекташко теке с тюрбето на Муса Баба. По-късно името се променя на Текето.
Първият българин заселил се в селото в началото на XIX век е дядо Тяню роден в 1790 г. Дошъл е от Кум Дуванджии (село Гълъбово, сегашният квартал Митю Станев). Купил много земя, построил къща и дал началото на най-старите родове в селото. Уважаван от турците, пиел кафето си с местните аги. Неговият син Господин Тянев – Дядо Семерджи, търговец на конски такъми, е бил съратник на Бенковски. Измъчван от турците с нагорещена пиростия, да изкаже къде са скритите пари, починал в гората Бикищата. Тяню Господинов, син на дядо Семерджи, когато бил на 16 години, го били турците и го накарали да си изкопае гроб, хвърлили го в него, като мислили, че е умрял. След Освобождението той бил Окръжен съветник в Стара Загора в продължение на 10 години. Началното училище на селото било построено на парцел, дарен от третия син на дядо Семерджи – Доню Господинов, кмет през Първата световна война. Вторият български род, заселил се в селото, са Киндилята, дошли скоро след 1878 г. По късно се заселили Мишковлара и др.
Аязмо с параклис Свети Пророк Илия е имало на хълмистото възвишение Тюлбето на запад от селото. Хората идвали да пият вода от лековития извор и срещу Илинден преспивали в параклиса за здраве. На всички големи празници се събирали там и там правели всички курбани. Последната жена, която се грижела за параклиса до 70-те години на XX век, била баба Илийца.
В началото на 70-те години на XIX век през селото преминала железопътната линия на Баронхиршовата железница|Баронхиршовата железница, свързваща Търново-Сеймен (Симеоновград), през Нова Загора с Ямбол. Строителството започнало в 1873 г. и в него с доброволен труд участвало и местното население. Линията била официално открита на 7 януари 1875. В началото на 90-те години Стефан Стамболов я продължил до Бургас.
През 1926 г. заработила модерна Гипсова фабрика построена от Акционерно дружество Гранитоид. Нейната продукция се товарела директно на вагони по отклонение на железопътната линия. Високият комин на фабриката е съборен десетилетия след затваряне на предприятието.

## Население
Численост
Численост на населението според преброяванията през годините:
| \| Година на преброяване \| Численост \| \| --------------------- \| --------- \| \| 1934 \| 672 \| \| 1946 \| 702 \| \| 1956 \| 658 \| \| 1965 \| 723 \| \| 1975 \| 698 \| \| 1985 \| 664 \| \| 1992 \| 535 \| \| 2001 \| 432 \| \| 2011 \| 300 \| \| 2021 \| 235 \| |           |
| Година на преброяване | Численост |
| 1934 | 672       |
| 1946 | 702       |
| 1956 | 658       |
| 1965 | 723       |
| 1975 | 698       |
| 1985 | 664       |
| 1992 | 535       |
| 2001 | 432       |
| 2011 | 300       |
| 2021 | 235       |

### Етнически състав
Преброяване на населението през 2011 г.
Численост и дял на етническите групи според преброяването на населението през 2011 г.:
|                     | Численост | Дял (в %) |
| Общо                | 300       | 100,00    |
| Българи             | 261       | 87,00     |
| Турци               | 0         | 0,00      |
| Цигани              | 8         | 2,66      |
| Други               | 0         | 0,00      |
| Не се самоопределят | 0         | 0,00      |
| Неотговорили        | 31        | 10,33     |

## Културни и природни забележителности
- Църковен храм Свети Пророк Илия.
- Аязмо с параклис Свети Пророк Илия в местността Тюлбето.

## Обществени институции
- Основно училище „Георги Стойков Раковски“ с голяма двуетажна сграда.
- Народно читалище „Искра“, основано 1936 г.

## Редовни събития
Празникът на Калугерово е Илинден. Провежда се народен събор.
Традиционни народни борби посветени на Илинденско-Преображенското въстание.
На Сирни Заговезни вечерта в Неделя се пали огън и се прескача за здраве. От огъня се палят Перници и се мятат възможно най-далеч. Паднали на земята, перниците не се докосват.